# Shine silently
Shine silently is een lied van Nils Lofgren. Het verscheen in 1979 op een single met in Nederland, België en veel andere landen Kool skool op de B-kant. In de VS was dat het nummer Baltimore.
Het nummer kwam in 1979 uit op zijn reguliere album Nils; bij elkaar verscheen het op minstens vijftien albums. De single behaalde in Nederland en België de hitlijsten en stond ook verschillende jaren in de Nederlandse Top 2000.
Het werd in 1988 gecoverd op een single door The Hollies die er geen hitnotering mee hadden. Verder verscheen in 1990 nog een cover van Ringo Starr op zijn album Ringo Starr & His All-Starr Band.
Het liefdeslied is een voor een deel akoestisch poprock-nummer. Hij schreef het met Dick Wagner.

## Hitnoteringen

### Nederland en België
| Shine silently in de Nederlandse Top 40 van 03-11-1979 t/m 08-12-1979 | Shine silently in de Nederlandse Top 40 van 03-11-1979 t/m 08-12-1979 | Shine silently in de Nederlandse Top 40 van 03-11-1979 t/m 08-12-1979 | Shine silently in de Nederlandse Top 40 van 03-11-1979 t/m 08-12-1979 | Shine silently in de Nederlandse Top 40 van 03-11-1979 t/m 08-12-1979 | Shine silently in de Nederlandse Top 40 van 03-11-1979 t/m 08-12-1979 | Shine silently in de Nederlandse Top 40 van 03-11-1979 t/m 08-12-1979 | Shine silently in de Nederlandse Top 40 van 03-11-1979 t/m 08-12-1979 |
| Week                                                                  | 1                                                                     | 2                                                                     | 3                                                                     | 4                                                                     | 5                                                                     | 6                                                                     |                                                                       |
| --------------------------------------------------------------------- | --------------------------------------------------------------------- | --------------------------------------------------------------------- | --------------------------------------------------------------------- | --------------------------------------------------------------------- | --------------------------------------------------------------------- | --------------------------------------------------------------------- | --------------------------------------------------------------------- |
| Positie                                                               | 34                                                                    | 24                                                                    | 22                                                                    | 21                                                                    | 30                                                                    | 39                                                                    | uit                                                                   |

| Shine silently in de Nationale Hitparade van 27-10-1979 t/m 15-12-1979 | Shine silently in de Nationale Hitparade van 27-10-1979 t/m 15-12-1979 | Shine silently in de Nationale Hitparade van 27-10-1979 t/m 15-12-1979 | Shine silently in de Nationale Hitparade van 27-10-1979 t/m 15-12-1979 | Shine silently in de Nationale Hitparade van 27-10-1979 t/m 15-12-1979 | Shine silently in de Nationale Hitparade van 27-10-1979 t/m 15-12-1979 | Shine silently in de Nationale Hitparade van 27-10-1979 t/m 15-12-1979 | Shine silently in de Nationale Hitparade van 27-10-1979 t/m 15-12-1979 | Shine silently in de Nationale Hitparade van 27-10-1979 t/m 15-12-1979 | Shine silently in de Nationale Hitparade van 27-10-1979 t/m 15-12-1979 |
| Week                                                                   | 1                                                                      | 2                                                                      | 3                                                                      | 4                                                                      | 5                                                                      | 6                                                                      | 7                                                                      | 8                                                                      |                                                                        |
| ---------------------------------------------------------------------- | ---------------------------------------------------------------------- | ---------------------------------------------------------------------- | ---------------------------------------------------------------------- | ---------------------------------------------------------------------- | ---------------------------------------------------------------------- | ---------------------------------------------------------------------- | ---------------------------------------------------------------------- | ---------------------------------------------------------------------- | ---------------------------------------------------------------------- |
| Positie                                                                | 45                                                                     | 42                                                                     | 31                                                                     | 25                                                                     | 25                                                                     | 24                                                                     | 31                                                                     | 50                                                                     | uit                                                                    |

| Shine silently in de Vlaamse Ultratop 30 van 01-12-1979 t/m 01-12-1979 | Shine silently in de Vlaamse Ultratop 30 van 01-12-1979 t/m 01-12-1979 | Shine silently in de Vlaamse Ultratop 30 van 01-12-1979 t/m 01-12-1979 |
| Week                                                                   | 1                                                                      |                                                                        |
| ---------------------------------------------------------------------- | ---------------------------------------------------------------------- | ---------------------------------------------------------------------- |
| Positie                                                                | 24                                                                     | uit                                                                    |

| Shine silently in de Vlaamse BRT Top 30 van 24-11-1979 t/m 01-12-1979 | Shine silently in de Vlaamse BRT Top 30 van 24-11-1979 t/m 01-12-1979 | Shine silently in de Vlaamse BRT Top 30 van 24-11-1979 t/m 01-12-1979 | Shine silently in de Vlaamse BRT Top 30 van 24-11-1979 t/m 01-12-1979 |
| Week                                                                  | 1                                                                     | 2                                                                     |                                                                       |
| --------------------------------------------------------------------- | --------------------------------------------------------------------- | --------------------------------------------------------------------- | --------------------------------------------------------------------- |
| Positie:                                                              | 26                                                                    | 18                                                                    | uit                                                                   |

### NPO Radio 2 Top 2000
| Nummer met noteringen in de NPO Radio 2 Top 2000 | '99  | '00 | '01  | '02  | '03  | '04  | '05  | '06  | '07 | '08  | '09  | '10  |
| ------------------------------------------------ | ---- | --- | ---- | ---- | ---- | ---- | ---- | ---- | --- | ---- | ---- | ---- |
| Shine silently                                   | 1232 | -   | 1128 | 1048 | 1404 | 1458 | 1774 | 1655 | -   | 1821 | 1978 | 1883 |

1. ↑  Een '-' betekent dat het nummer niet was genoteerd en een vetgedrukt getal geeft de hoogste notering aan.
2. ↑  Deze tabel is bijgewerkt tot en met de laatste editie (2024).